# 小棟布羅瓦湖
53°26′36″N 20°1′20″E / 53.44333°N 20.02222°E
小棟布羅瓦湖是波蘭的湖泊，位於該國東北部，處於瓦爾米亞-馬祖里省，長4.5公里、寬0.5公里，面積1.7平方公里，海拔高度210米，最大水深34.5米。